# Carl Georg Barkhausen
Carl Georg Barkhausen (Bremen, 14 februari 1848 – Bremen, 5 november 1917), was een Duits politicus die vijfmaal eerste burgemeester (Erste Bürgermeister) van de Vrije en Hanzestad Bremen is geweest.

## Biografie
Carl Georg Barkhausen was afkomstig uit een vooraanstaande burgerfamilie uit Bremen. Hij studeerde rechten in Heidelberg, Berlijn, Leipzig en Göttingen. Tijdens zijn studie sloot hij zich aan bij de studentenvereniging Burschenschaft Frankonia. In 1870 promoveerde hij en vestigde zich als advocaat in Bremen. In 1876 werd hij landsadvocaat van Bremen.
Carl Georg Barkhausen werd in 1875 lid van het Bremische Bürgerschaft (parlement), later werd hij tot vicevoorzitter gekozen. In 1879 werd hij in de Senaat (regering) van de stadstaat Bremen gekozen. Als senator leidde hij de departementen Haven, Scheepvaart en Verkeer. Hij zette zich in het bijzonder in voor de uitbreiding van de havens van Bremen en Bremerhaven. Daarnaast ondersteunde hij de ontwikkeling van de industrie aan de rivier de Wezer.
Carl Georg Barkhausen opende in 1896 in zijn hoedanigheid van senator met zijn collega Hermann Gröning en directeur Hugo Schauinsland het Stedelijk Museum voor Natuur- Volks- en Handelskunde (thans het Überseemuseum genaamd).
Barkhausen was meerdere malen eerste burgemeester van Bremen (Erste Bürgermeister) en voorzitter van de Senaat (Präsident des Senats):
- 1 januari - 31 december 1904
- 1 januari - 31 december 1906
- 1 januari - 31 december 1911
- 1 januari - 31 december 1913
- 1 januari - 31 december 1916

De gematigd conservatieve Carl Georg Barkhausen overleed op 69-jarige leeftijd in Bremen.

## TH Hannover
- Eredoctoraat (Ing. h.c.) aan de Technische Hogeschool van Hannover.